# River Deep, Mountain High (album)
Albums de Ike & Tina Turner
Live! The Ike and Tina Turner Show Outta Season
(1969)
Singles
1. River Deep, Mountain High
Sortie : mai 1966 (UK)
2. A Love Like Yours (Don't Come Knocking Everyday)
Sortie : octobre 1966 (UK)
3. I'll Never Need More Than This
Sortie : mai 1967 (US), septembre 1967 (UK),

River Deep, Mountain High est un album d'Ike and Tina Turner. Il est sorti au Royaume-Uni en mars 1966 sur le label London Records. Sa sortie au États-Unis sur A&M Records sera différée en septembre 1969.

## Production
La production de ce disque est en partie réalisée par Phil Spector, promoteur du « wall of sound ». Les retards dans les délais, dus au perfectionnisme du producteur, ont poussé Ike Turner à finir lui-même les enregistrements, avec la ré-orchestration d'anciens titres comme A Fool In Love. L'album contient aussi quelques standards comme Save The Last Dance For Me.

## Réception du disque
Bien qu'aujourd'hui considéré comme un chef-d'œuvre, et conçu comme tel, cet album s'est très mal vendu aux États-Unis (brièvement 88e au Hot 100). Il semblerait que le public noir le trouve alors trop « pop » et le public blanc, trop « soul ».
En revanche, il a connu, tout comme le single éponyme, un certain succès au Royaume-Uni.

Il est à noter que la photographie de la pochette est de Dennis Hopper.

## Liste des titres

### Version originale (1966)
Face 1
| No | Titre                     | Auteur                          | Durée |
| -- | ------------------------- | ------------------------------- | ----- |
| 1. | River Deep, Mountain High | Spector, Barry, Ellie Greenwich | 3:30  |
| 2. | I Idolize You             | Ike Turner                      | 2:51  |
| 3. | A Love Like Yours         | Holland - Dozier - Holland      | 2:55  |
| 4. | A Fool In Love            | I. Turner                       | 2:49  |
| 5. | Make 'em Wait             | I. Turner                       | 2:07  |
| 6. | Hold On Baby              | Spector - Barry - Greenwich     | 2:38  |

Face 2
| No  | Titre                                        | Auteur                                   | Durée |
| --- | -------------------------------------------- | ---------------------------------------- | ----- |
| 7.  | Save the Last Dance for Me                   | Doc Pomus, Mort Shuman                   | 2:51  |
| 8.  | Oh Baby! (Things Ain't What They Used To Be) | Kent Harris                              | 2:33  |
| 9.  | Every Day I Have to Cry                      | Arthur Alexander                         | 2:30  |
| 10. | Such a Fool for You                          | I. Turner                                | 2:19  |
| 11. | It's Gonna Work Out Fine                     | Joe Seneca, Rose Marie McCoy             | 2:40  |
| 12. | You're So Fine                               | Lance Finney, Willie Schofield, Bob West | 3:15  |

### Version US (1969)
| No | Titre                     | Auteur                      | Durée |
| -- | ------------------------- | --------------------------- | ----- |
| 1. | River Deep, Mountain High | Spector, Barry, Greenwich   | 3:30  |
| 2. | I Idolize You             | I.Turner                    | 2:51  |
| 3. | A Love Like Yours         | Holland - Dozier - Holland  | 2:55  |
| 4. | A Fool In Love            | I. Turner                   | 2:49  |
| 5. | Make 'em Wait             | I. Turner                   | 2:07  |
| 6. | Hold On Baby              | Spector - Barry - Greenwich | 2:38  |

Face 2
| No  | Titre                                        | Auteur                    | Durée |
| --- | -------------------------------------------- | ------------------------- | ----- |
| 7.  | I'll Never Need More Than This               | Spector, Barry, Greenwich | 3:15  |
| 8.  | Save the Last Dance for Me                   | Pomus, Mort Shuman        | 2:51  |
| 9.  | Oh Baby! (Things Ain't What They Used To Be) | Kent Harris               | 2:33  |
| 10. | Every Day I Have to Cry                      | Alexander                 | 2:30  |
| 11. | Such a Fool for You                          | I. Turner                 | 2:19  |
| 12. | It's Gonna Work Out Fine                     | Joe Seneca], McCoy        | 2:40  |

## Musiciens
- D'après les notes de l'album (1966)[2]
- Tina Turner: chant
- Guitare: Barney Kessel, Don Peake, Glen Campbell
- Basse: Carol Kaye, Ray Pohlman
- Contre-basse: Jimmy Bond
- Piano: Harold Battiste, Larry Knechtel, Leon Russell
- Batterie: Earl Palmer, Hal Blaine, Jim Gordon
- Percussions: Frank Capp, Gene Estes
- Saxophone Tenor: Jim Horn, Plas Johnson
- Trombone: John Ewing
- Trompette: Roy Caton

## Charts
Album
| Pays                          | Durée du classement | Meilleur classement | Date              |
| ----------------------------- | ------------------- | ------------------- | ----------------- |
| États-Unis (Billboard 200)    | 8 semaines          | 102e                | 25 octobre 1969   |
| France (SNEP)                 | 30 semaines         | 4e                  | 1968              |
| Royaume-Uni (UK Albums Chart) | 1 semaine           | 27e                 | 25 septembre 1966 |

Single
| Single                    | Chart                  | Durée du classement | Position | Date             | Certification |
| ------------------------- | ---------------------- | ------------------- | -------- | ---------------- | ------------- |
| River Deep, Mountain High | (Hot 100)              | 4 semaines          | 88e      | 18 juin 1966     | Or            |
| River Deep, Mountain High | (Go-Set Singles Chart) | 10 semaines         | 16e      | 16 novembre 1966 | Or            |
| River Deep, Mountain High | (W) (Ultratop)         | 8 semaines          | 26e      | 6 août 1966      | Or            |
| River Deep, Mountain High | Italie (FIMI)          | -                   | 94e      | 1966             | Or            |
| River Deep, Mountain High | (Single Top 100)       | 5 semaines          | 9e       | 23 juillet 1966  | Or            |
| River Deep, Mountain High | (UK Singles Chart)     | 20 semaines         | 3e       | 7 juillet 1966   | Or            |
| A Love Like Yours         | (UK Singles Chart)     | 10 semaines         | 16e      | 24 novembre 1966 |               |